# C++17
C ++ 17 là phiên bản sửa đổi của tiêu chuẩn ISO/IEC 14882 cho ngôn ngữ lập trình C++.

## Lịch sử
Trước khi Ủy ban Tiêu chuẩn C++ ấn định chu kỳ phát hành 3 năm, ngày phát hành của C++17 là không chắc chắn. Trong khoảng thời gian đó, bản sửa đổi C++17 cũng được gọi là C++1z, bắt chước tên của các phiên bản C++0x hoặc C++1x cho C++11 và C++1y cho C++14. Đặc tính kỹ thuật C++17 đạt đến giai đoạn Dự thảo tiêu chuẩn quốc tế (DIS) vào tháng 3 năm 2017. DIS này đã được nhất trí thông qua, chỉ có ý kiến về biên tập, và tiêu chuẩn cuối cùng đã được công bố vào tháng 12 năm 2017. Rất ít thay đổi được thực hiện đối với Thư viện mẫu tiêu chuẩn C ++, mặc dù một số thuật toán trong tiêu đề <code id="mwFw">&lt;algorithm&gt;</code> đã được hỗ trợ để việc tính toán song song được rõ ràng và một số cải tiến cú pháp đã được thực hiện.